# The Gordon Sisters Boxing
The Gordon Sisters Boxing je americký němý film z roku 1901. Režisérem je Thomas Edison (1847–1931). Film trvá zhruba dvě minuty a premiéru měl 6. května 1901.
Jedná se o jeden z prvních filmů s tématem ženského boxu.

## Děj
Film zachycuje dvě sestry v šatech, jak spolu boxují o vítězství před francouzskou zahradou.

## Obsazení
| Bessie Gordon | boxerka v černých šatech |
| Minnie Gordon | boxerka v bílých šatech  |